# Сокіл Василь Іванович
Васи́ль Іва́нович Со́кіл (5 березня 1905, с. Гусарка, теперішня Запорізька область — 2 жовтня 2001, Сідней, Австралія) — український письменник, журналіст, педагог, драматург, лібретист, редактор. Син громадського діяча і педагога Івана Васильовича Сокола (1867—1945), брат оперної співачки Марії Сокіл-Рудницької (1902—1999) і гірничого інженера Миколи Сокола (1899—1972).

## Життєпис
Василь Іванович Сокіл народився 5 березня 1905 року в селі Гусарка Олександрівського повіту Катеринославської губернії (нині Запорізька область). Його батько — сільський вчитель Іван Сокіл, який був знайомий з Дмитром Яворницьким, прищепив дітям високу національну свідомість, заарештовувався у оправі «СВУ» і, зрештою, в сорокових роках загинув у в'язниці.
Восени 1914 року юного Василя відвезли вчитися до Катеринослава, де вже жили старший брат Микола та сестра Марія (згодом — відома оперна співачка, яка померла в Сполучених Штатах).
Після навчання в одній з приватних гімназій Василь переходить до другої класичної гімназії, про що він докладно пише в книжці спогадів «З далека до близького», виданій 1987 року в Едмонтоні (Канада).
З початком українських національних визвольних змагань юнак стає членом Української юнацької спілки, працює в газеті «Український пролетар» — органі катеринославського комітету партії боротьбистів.
Майже рік Василь Сокіл провчився в гірничому інституті на геолого-маркшейдерському відділі. Але зрозумів, що це не його справа і гірничий інститут покинув.
Стає нештатним кореспондентом газети «Зірка», яку редагував письменник Іван Ткачук.
1923 року на сторінках «Зірки» з'явилося ім'я Андрія Шпички — так підписував свої фейлетони, гуморески, усмішки 18-річний Василь Сокіл.
Навколо «Зірки» гуртувалася творча молодь, яка стала основою катеринославської організації спілки селянських письменників «Плуг». Василь Сокіл з теплотою згадує своїх літературних побратимів тієї пори — Максима Лебедя, Івана Ткачука, Василя Чаплю, Михайла Дубовика, Бориса Тенету, Павла Козаря, Василя Мисика.
Ще з Гусарки батько письменника Іван Сокіл підтримував знайомство і ділові зв'язки з Дмитром Івановичем Яворницьким. Батько вишукував у селян археологічні знахідки, а потім пересилав їх до катеринославського музею. У цьому музеї нерідко бував і юний Василь Сокіл.
У Катеринославі він вступає до інституту народної освіти, з теплотою згадує свого педагога професора Петра Олександровича Єфремова.
Друкує перші твори в новозаснованому часописі «Зоря», стає кандидатом у члени УКП (Українська Комуністична партія), яка опозиційне ставилася щодо правлячої партії більшовиків, передусім у національному питанні. За приналежність до УКП Василь Сокіл восени 1925 року заарештовувався.
У 1928 році письменник на постійно переїхав жити до Харкова. Працював у газетах, Всеукраїнському радіокомітеті.
1932 року закінчив філологічний факультет Харківського університету.
Перші роки війни був у евакуації з колективом Харківського театру музкомедії в містах Середньої Азії, з 1944 року — на війні.
По війні працював у харківській пресі.
1979 року емігрував до США. У зв'язку з виїздом за кордон 1979 р. виключений із Спілки письменників України і поновлений в ній тільки 1997 року. З 1985 року В. Сокіл став членом американського відділу ПЕН-клубу.
У 1986 р. переїхав до Австралії, де жив у Сіднеї.

## Творчість
Автор збірки гумористичних і
сатиричних творів «Всерйоз і жартома» (1967), «Сміюсь аж плачу»
(1990); музичних комедій «Марія»
(1947), «Червона калина» (1954), «За синім морем» (1956); спогадів
«Здалека до близького» (1987);
повістей «Надри» (1932), "Потоки
сил " (1937), «Така д овга ніч»
(1984), «Вікна виходять на захід»;
лібретто опер «Павло Корчагін»
(1962), «Комуніст» (1967), перекладів, статей.
Василь Сокіл творив у Харкові, США, Австралії. Псевдоніми — Андрій Шпичка та Макар Дуда.
Працював у катеринославських газетах «Український пролетар», «Зірка», журналі «Зоря». Його фейлетони з'являлися під псевдонімом Андрій Шпичка.
Василеві Соколу належать кілька п'єс, які йшли в театрах України, він здійснив понад двадцять перекладів з російської музичних комедій і класичних оперет — зокрема, таких, як «Сільва», «Бал у Савої», «Мартин-рудокоп», «Підв'язка Борджіа», а з радянських — «Роза вітрів», «Вогники», «Дочка фельдмаршала», «Солов'їний сад»…
1985 році в Нью-Йорку вийшла його книжка «Така довга ніч», а 1987 в Едмонтоні (Канада) — книга його спогадів «Здалека до близького», яка змальовує історичну панораму подій в Україні, починаючи з національно-визвольних змагань початку двадцятого століття.
Його книги «Вікна виходять на захід» та «Така довга ніч» були перекладені англійською та російською мовами, перша з них удостоєна першої нагороди Літературним Фондом імені Івана Франка.
На американському континенті В. Сокіл співробітничав у таких виданнях, як «Українські вісті», «Свобода», «Сучасність», «Нові дні». За п'ятнадцять років на їхніх шпальтах було опубліковано дві сотні статей на політично-громадські та літературні теми.
Оповідання, вірші, байки, гуморески в цих виданнях друкувалися під власним прізвищем і під псевдонімом Макар Дуда.
Аж до своєї смерті друкувався у тижневику «Вільна думка», який виходить в Австралії. Повість Василя Сокола «Така довга ніч» надрукована 1984 р. у «Сучасності», а наприкінці того ж року вийшла окремою книжкою у видавництві «Сучасність».
Наступного, 1985 року ця повість в поширеному варіанті вийшла російською мовою під назвою «Собачьи радости» у видавництві «Перспектива» (США). Кілька років тому ця повість була надрукована і в Україні — спочатку в часопису «Березіль», а 1994 року вийшла окремим виданням у Харкові.
1987 року Канадський інститут українських студій при Альбертському університеті (Едмонтон, Канада) видав перший том спогадів Василя Сокола «Здалека до близького».
У Сіднеї (Австралія) у видавництві «Беркут» під псевдонімом Макар Дуда 1990 року побачила світ збірка гумору і сатири «Сміюсь аж плачу».
1991 року у видавництві «Лерос Пресс» (Канберра) в англійському перекладі однією книжкою з'явилися дві повісті Василя Сокола під назвою «А потім там була гласність».
Журнальними публікаціями на Заході також вийшли драма В. Сокола «Поминки» (1987, «Сучасність») та повість «Вікна виходять на захід» (там же, 1986).
В останні двадцять років життя на Заході Василь Сокіл працював з подвоєною енергією. Він відредагував три томи «Щоденника» Володимира Винниченка та книжку Валер'яна Ревуцького «Нескорені березільці» (1985 р., видавництво «Слово»).
1998 року у Харкові у видавництві «Майдан» В. Сокіл видав збірку вибраних драматичних творів та кількох оповідань «Комедії і драми в житті і на сцені».
У 2001 році видав у Харкові другий том спогадів і роздумів «Дивний світ пізнавання».
Василь Сокіл помер у Сіднеї (Австралія) 2 жовтня 2001 р. на 97-му році життя.
Похований на українському православному цвинтарі Руквуд, на околиці Сіднея.

### Список творів

#### Збірки оповідань
- «Щаблі» (1932)
- «Всерйоз і жартома» (1967)

#### Повісті
- «Надри» (1932)
- «Потоки сил» (1933)

#### П'єси
- «Марія» (1947)
- «Червона калина» (1954)

#### Лібретто опер
- «Павло Корчагін» (1962)
- «Комуніст» (1967) та ін.